# Robert Mucha
Robert Mucha (ur. 1943 w Grodnie) – polski prawnik, kierowca rajdowy i przedsiębiorca.

## Życiorys
Absolwent Wydziału Prawa Uniwersytetu Warszawskiego (praca magisterska z prawa finansowego u prof. Jerzego Harasimowicza) i IESE Business School (2008). Ukończył kursy specjalistyczne z zarządzania i negocjacji – Columbia University.
Od szesnastego roku życia członek Automobilklubu Warszawskiego. Udział w rajdach zaczął jako student. Jego pierwszą znaczącą imprezą był Rajd Dolnośląski, który wygrał jako pilot Ksawerego Franka w roku 1963. Od 1966 pracował w FSO, gdzie objeżdżał nowe samochody na żerańskim torze. W roku 1968 wraz ze Zbigniewem Dziadurą wziął udział w Rajdzie Polski samochodem Syrena, zajmując wysokie miejsce w kwalifikacji generalnej i pierwsze w swojej grupie.
W 1969 wraz ze Zbigniewem Dziadurą samochodem Polski Fiat 125p zajęli pierwsze miejsce w klasie IV i trzecie w klasyfikacji generalnej w Rajdzie Węgierskim. W 1972 wraz z pilotem Lechem Jaworowiczem wygrał grupę 2 klasy I na Rajdowych Mistrzostwach Świata w Rajdzie Monte Carlo Polskim Fiatem 125p.
Wielokrotny reprezentant i mistrz Polski, uczestnik Rajdowych Mistrzostw Europy i Świata. Jeden z kierowców polskiego  zespołu, który ustanowił trzy rekordy świata samochodem Polski Fiat 125p. Autor książek o motoryzacji.
Zdobywca Złotej Kierownicy „Przeglądu Sportowego” w sezonie 1972/1973.

## Publikacje książkowe
- Współautor wraz z redaktorem Andrzejem Martynkinem – Nie trać głowy za kierownicą – Krajowa Agencja Wydawnicza, 1979, 180 str., ISBN 83-85079-26-2
- Współautor wraz z Stanisławem Szelichowskim – 120 lat sportu samochodowego w Polsce, Axis Mundi, 2013, 319 s. ISBN 978-83-61432-62-3[7]